# Chirotica matsukemushii
Chirotica matsukemushii är en stekelart som först beskrevs av Matsumura 1926.  Chirotica matsukemushii ingår i släktet Chirotica och familjen brokparasitsteklar. Inga underarter finns listade i Catalogue of Life.